# Çölquşçu
Çölquşçu è un comune dell'Azerbaigian situato nel distretto di Şabran.